# RK Roter Stern Belgrad
RK Roter Stern Belgrad (vollständiger offizieller Name auf Serbisch: Рукометни клуб Црвена звезда, Rukometni Klub Crvena Zvezda) ist die Handballabteilung von Roter Stern Belgrad, einem 1945 gegründeten serbischen Sportverein aus der Hauptstadt Belgrad.

## Geschichte
Der Club besteht eigentlich seit 1945, die Handballabteilung wurde aber erst am 1. Oktober 1948 ins Leben gerufen. Ähnlich wie die Fußball- und Basketballsparte wurde auch der Handballsparte schnell zum Serienmeister und ist dies bis heute geblieben. Im Gegensatz zu anderen Mannschaften wie Metaloplastika Šabac, Borac Banja Luka oder Partizan Bjelovar aber gewann der Verein nie einen internationalen Titel. Der größte Erfolg der jüngeren Clubgeschichte war der Einzug ins Halbfinale des Europapokals der Pokalsieger 1995/96. Inzwischen ist man zwar immer noch den anderen Mannschaften der serbischen Liga weit voraus, hat aber international noch weniger Chancen als früher. In der EHF-Champions-League-Saison 2006/07 schied der Verein bereits in der Gruppenphase aus.

## Erfolge
Meisterschaften - 9
- Jugoslawischer Meister:
  - (2): 1955, 1956

- Meister von Serbien und Montenegro:
  - (5): 1996, 1997, 1998, 2004, 2006

- Serbischer Meister:
  - (2): 2007, 2008

Pokalsiege - 5
- Jugoslawischer Pokalsieger:
  - (1): 1956

- Pokalsieger von Serbien und Montenegro:
  - (3): 1995, 1996, 2004

- Serbischer Pokalsieger:
  - (1): 2017

## Bekannte ehemalige Spieler und Trainer
- Igor Butulija
- Petrit Fejzula
- Milan Lazarević
- Petar Nenadić
- Ljubomir Obradović (Trainer 1994–1996)
- Dejan Perić
- Nenad Peruničić
- Predrag Peruničić
- Dobrivoje Selec
- Dragan Škrbić
- Goran Stojanović (* 1966)
- Goran Stojanović (* 1977)
- Rastko Stojković
- Branko Štrbac